# Billy Rosado

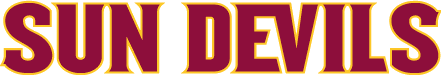
Zawodnik Arizona State Sun Devils

William John „Billy” Rosado (ur. 23 października 1955 w Wiltshire) – amerykański zapaśnik walczący w stylu wolnym. Olimpijczyk z Montrealu 1976, gdzie odpadł w eliminacjach w wadze 48 kg. Był członkiem kadry na igrzyska w Moskwie 1980, na które nie pojechał z powodu bojkotu.
Brązowy medalista mistrzostw świata w 1981, a 1974 i 1978 odpadł w eliminacjach. Triumfator igrzysk panamerykańskich w 1979. Drugi w Pucharze Świata w 1979 i trzeci w 1976 roku.
Zawodnik Santa Rita High School w Tucson i Arizona State University. All-American w NCAA Division I w 1977, gdzie zajął piąte miejsce.